# Quercus oxyphylla
Quercus oxyphylla là một loài thực vật có hoa trong họ Cử. Loài này được (E.H.Wilson) Hand.-Mazz. miêu tả khoa học đầu tiên năm 1929.